# Músculo salpingofaríngeo
El músculo salpingofaríngeo es un músculo de la faringe. Surge de la parte inferior del cartílago de la trompa de Eustaquio,  y se inserta en el músculo palatofaríngeo mezclándose con su fascículo posterior. Está inervado por el nervio vago (nervio craneal X) a través del plexo faríngeo. Eleva la faringe y la laringe durante la deglución (tragar) y eleva lateralmente las paredes faríngeas. Abre el orificio faríngeo de la trompa de Eustaquio durante la deglución para permitir la igualación de la presión entre esta y la faringe.

## Estructura
El salpingofaríngeo es un músculo muy delgado. Pasa en dirección inferior desde su origen hasta su inserción.

### Origen
El músculo salpingofaríngeo surge del borde superior del cartílago medial de la trompa de Eustaquio, en la cavidad nasal. Esto forma el borde posterior del torus tubarius.

### Inserción
Se fusiona con el fascículo posterior del músculo palatofaríngeo.

### Inervación
El salpingofaríngeo está inervado por el nervio vago (NC X) a través del plexo faríngeo.

### Riego sanguíneo
El músculo salpingofaríngeo está irrigado por la arteria faríngea ascendente .

### Variación
El músculo salpingofaríngeo está ausente en alrededor del 40% de los individuos. Es más común en individuos delgados.

## Función
El músculo salpingofaríngeo eleva la faringe y la laringe durante la deglución y eleva lateralmente las paredes faríngeas. De manera inusual, se relaja durante la deglución, pero se contrae en todos los demás momentos. Abre el orificio faríngeo de la trompa de Eustaquio durante la deglución, lo que permite igualar la presión entre la trompa y la faringe.

## Imágenes adicionales
|                                                                     |
| La disección del torus tubarius muestra el músculo salpingofaríngeo |

|                                        |
| Disección del músculo salpingofaríngeo |